# Vulkanisches Gas

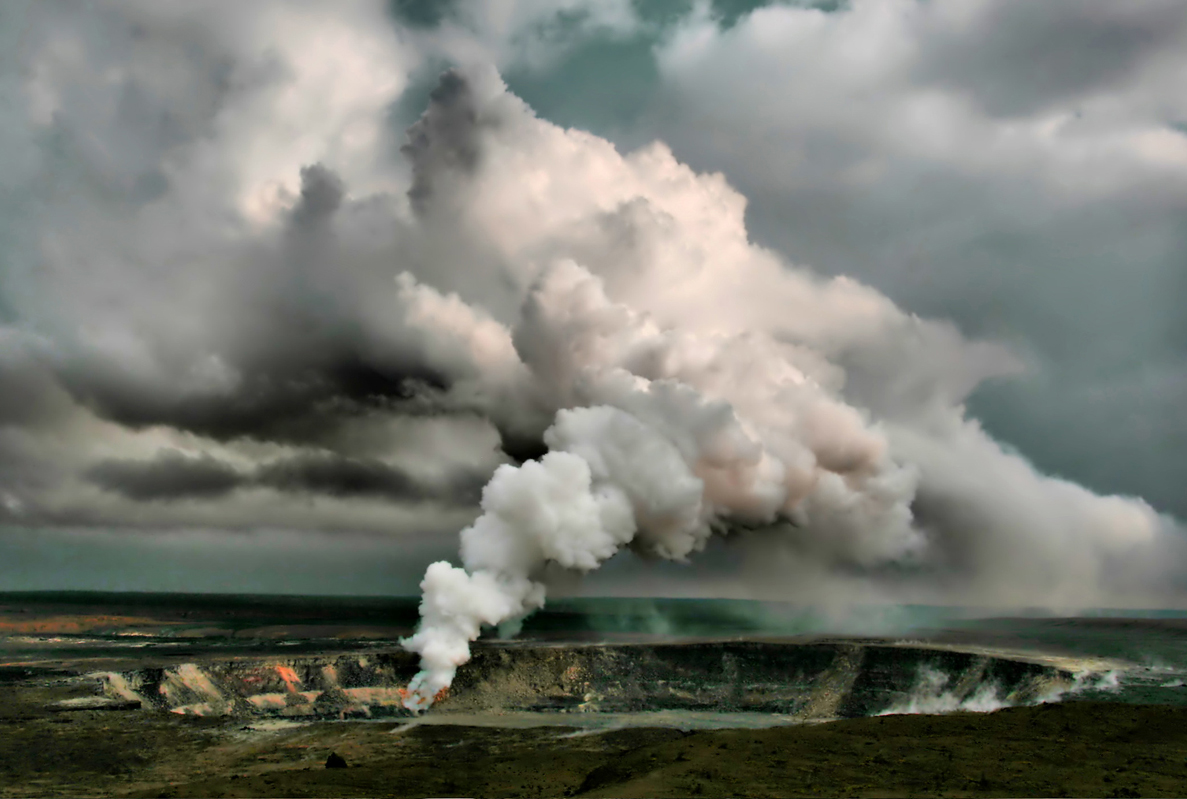
Emissionswolke über dem Krater des Halemaʻumaʻu (Hawaii)

Als vulkanische Gase werden Gase bezeichnet, die im Zuge vulkanischer Aktivität an der Erdoberfläche austreten. Der Austritt kann entweder in eng umgrenzten Bereichen (z. B. am Vulkankrater, Fumarolen, Solfataren) oder über eine große Fläche diffus aus den Flanken eines Vulkans erfolgen.

## Entstehung
Beim Aufstieg von Gesteinsschmelze im Schlot eines Vulkans werden, bedingt durch den abnehmenden Druck, die bislang in der Gesteinsschmelze gelösten Gase frei und entladen sich mit mehr oder weniger (auch bei 'friedlichen' Eruptionen wird eine Menge Gas freigesetzt) explosionsartigen Ausbrüchen. Auch in einer Magmenkammer unterhalb des Vulkans können durch den Prozess der fraktionierten Kristallisation die flüchtigen Bestandteile bis über die jeweilige Sättigungsgrenze in der Restschmelze angereichert werden, so dass sie dort eine eigene Phase in Form von Gasblasen bilden. Bedingt durch den Dichteunterschied zwischen den Gasen und der umgebenden Schmelze steigen die Gasblasen auf und können so auch ohne gleichzeitige Lavaförderung am Vulkan austreten.

## Zusammensetzung

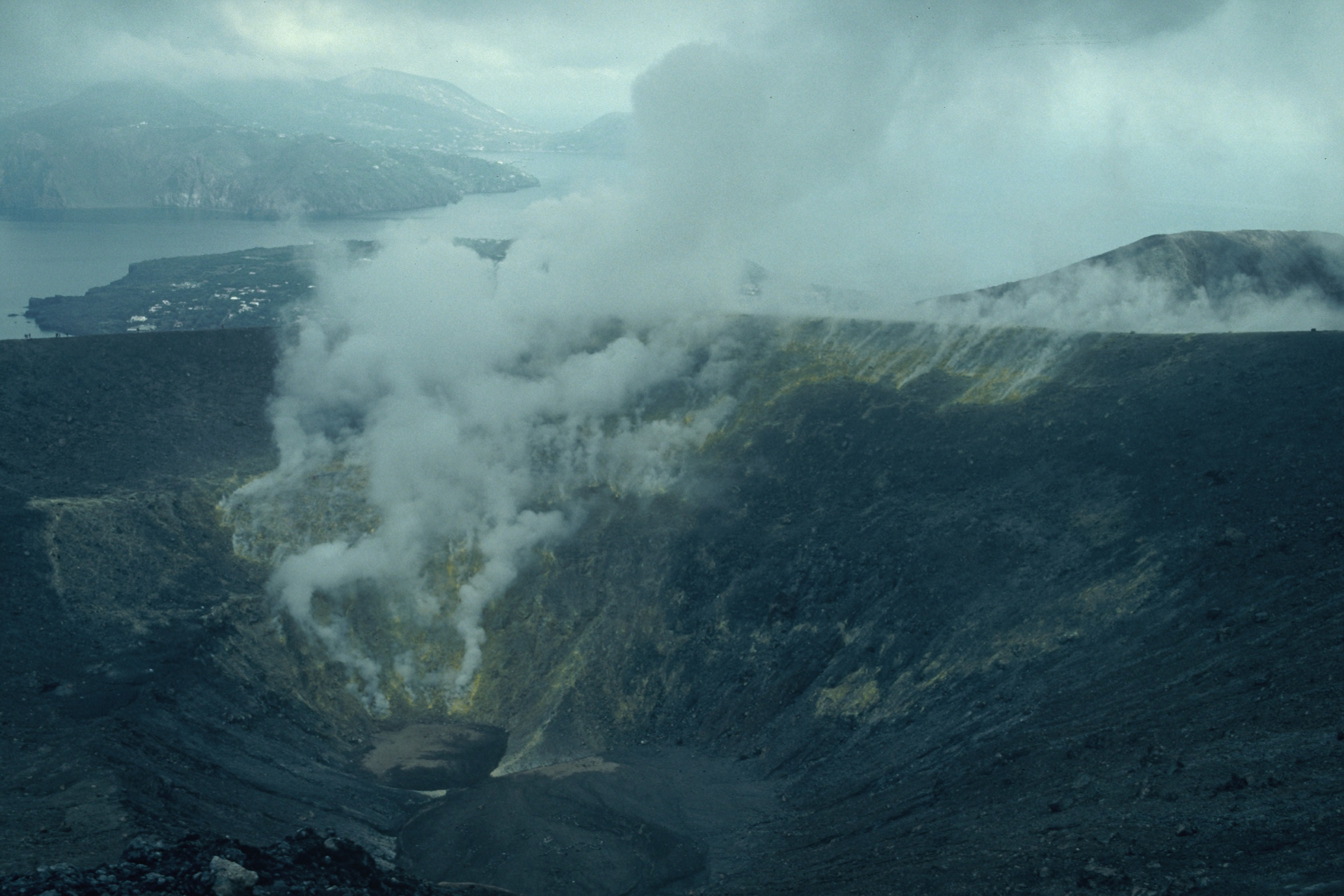
Austritt vulkanischer Gase am Krater des Vulcano (Italien)

An Vulkanen austretende Gase sind normalerweise ein Gemisch verschiedener Stoffe. Hauptbestandteil fast aller vulkanischen Gase sind Wasserdampf (H2O), Kohlendioxid (CO2), Schwefeldioxid (SO2), Schwefelwasserstoff (H2S), Salzsäure (HCl) und Fluorwasserstoff (HF). In wechselnden Prozentanteilen können ferner Ammoniak, einige Edelgase, Kohlenmonoxid, Methan und Wasserstoff vorkommen. Die Gasmenge und -zusammensetzung hängt stark von der Natur der Gesteinsschmelze ab, aus der sie hervorgehen. Gase, welche aus basaltischen Schmelzen freigesetzt werden, sind CO2-dominiert, während rhyolithische Magmen insgesamt größere Mengen an hauptsächlich wasserdampf-dominierten Gasen hervorbringen.

## Bedeutung
- Vulkanische Gase sind teilweise Treibhausgase.
- Das Wasser auf der Erde entstammt teilweise vulkanischen Gasen.
- Die Veränderung der Zusammensetzung vulkanischer Gase kann auf einen bevorstehenden Vulkanausbruch hinweisen.

Früher glaubte man, dass es vulkanische Gasausbrüche gibt, die sich ohne Förderung von Lava ereignen. Diese wurden u. a. für die Bildung von Maaren verantwortlich gemacht, wie sie etwa in der deutschen Vulkaneifel oder der französischen Auvergne vorkommen. Inzwischen sind sich die Vulkanologen sicher, dass Maare entstehen, wenn Grundwasser in Kontakt mit Magma kommt und dann explosionsartig verdampft (Phreatomagmatische Explosion).

## Wirkungen und Dimensionen
Vulkane üben über lange oder im Einzelfall auch über kurze Zeiträume mit ihren Gasemissionen einen großen Einfluss auf das Leben auf der Erde aus.
- Über geologische Zeiträume hinweg betrachtet stellen vulkanische CO2-Emissionen einen potentiellen Klima-Rückkopplungsmechanismus dar, der die Erde wahrscheinlich vor einer dauerhaften globalen Vereisung bewahrt hat.
- Im Bereich von Jahren kann die Emission von Schwefeldioxid und anderen Gasen sowie vulkanischer Asche hingegen zu einer stark verminderten Sonneneinstrahlung und damit Abkühlung am Erdboden führen (→ vulkanischer Winter). So wurde 1991 in den Jahren nach der Eruption des philippinischen Vulkans Pinatubo eine Abnahme der atmosphärischen Temperaturen um etwa 0,5 Grad gemessen.
- Ein besonderes eindrucksvolles Beispiel für die verheerende Wirkung von Vulkanausbrüchen auf das Klima stellt das sogenannte Jahr ohne Sommer dar (1816), in dem es in Nordamerika und Europa zu teilweise katastrophalen Missernten und Hungersnöten kam. Auch in Eisbohrkernen lassen sich Ascheschichten großer Vulkanausbrüche nachweisen, die mit verminderten Temperaturen verbunden waren.[1]

Ein Beispiel für die Dimension der Gasemissionen in Vulkanfahnen ist der Vulkan Popocatépetl, der etwa 60 km von der 20-Mio.-Einwohneragglomeration Mexiko-Stadt entfernt ist. In Zeiten erhöhter Aktivität etwa im Zeitraum zwischen März 1996 und Januar 1998 hatte der Popocatépetl wiederholt Ausbrüche, bei denen zeitweise über 10.000 Tonnen Schwefeldioxid pro Tag in die Atmosphäre gelangten. Das entsprach etwa einem Viertel der gesamten anthropogenen – vom Menschen verursachten – Schwefelemissionen Europas und etwa der Hälfte der Emissionen Mittel- und Südamerikas zusammen.
Vulkane stoßen große Mengen Halogene wie Brom oder Chlor aus, die im Verdacht stehen, einen erheblichen Einfluss auf den Ozonhaushalt zu haben.

## Mengenbestimmung der austretenden Gase
Die Emissionsrate eines Gases aus einem Vulkan wird dadurch bestimmt, dass zunächst die Gesamtmenge der Substanz in einem Querschnitt der Fahne senkrecht zur Ausbreitungsrichtung mit der DOAS-Methode gemessen wird und diese dann mit der Windgeschwindigkeit multipliziert. Die Emissionsrate gibt so an, wie viel des Gases pro Zeiteinheit ausgestoßen wird.
Die Windgeschwindigkeit wurde früher ermittelt durch Windmessungen am Boden oder am Kraterrand. Diese erwiesen sich aber als aufwendig, ungenau und manchmal sogar gefährlich. Die erhaltenen Daten waren auch nur bedingt repräsentativ für die tatsächlich in der Vulkanfahne herrschende Windrichtung und Geschwindigkeit. Heute wird das DOAS-Verfahren für die sogenannte Korrelationsmethode verwendet, wobei das DOAS-Gerät in schnellem Wechsel auf zwei windabgewandte Blickrichtungen gerichtet wird. Das Verfahren nutzt die Tatsache aus, dass die Vulkanfahne nicht homogen durchmischt ist und die Gase eher ungleichmäßig verteilt sind. Somit ergibt sich für jede der Blickrichtungen eine strukturierte Zeitreihe. Jedes Mal, wenn eine Wolke mit erhöhter Schwefeldioxidkonzentration vorbeizieht, meldet erst der eine, kurze Zeit später der andere Messpunkt ein Maximum.
Der Zeitversatz entspricht der Zeit, die die Vulkanfahne benötigt, um von der einen Blickrichtung zur anderen zu gelangen. Aufgrund der Kenntnis des Winkels zwischen den Blickrichtungen und dem Abstand zur Vulkanfahne kennt man damit auch den Abstand der zwei Blickrichtungen voneinander in der Fahne. Die Windgeschwindigkeit errechnet sich demnach aus dem Quotienten von Abstand und Zeitversatz.

## Entwicklung der Forschung
In neuerer Zeit wurden die Instrumente zur Beobachtung von Vulkanemissionen deutlich verbessert. 2001 nahmen Forscher der Arbeitsgruppe Atmosphäre und Fernerkundung des Instituts für Umweltphysik der Universität Heidelberg zusammen mit Wissenschaftlern der Chalmers University of Technology, Göteborg, Schweden zum ersten Mal DOAS-Messungen in Vulkanfahnen vor. Zwar waren spektroskopische Messungen von Schwefeldioxid in Vulkanfahnen mit anderen Verfahren schon seit den 1970er Jahren durchgeführt werden, jedoch erlaubte die neue Methode die Konstruktion viel kleinerer und dadurch handlicherer Instrumente. Auch konnten die Forscher zum ersten Mal neben Schwefeldioxid auch eine Vielzahl weiterer Spurengase, wie Halogen- und Stickoxide, detektieren.
Das unterschiedliche Lösungsverhalten der verschiedenen Gase im Magma hat zu der Überlegung geführt, ob Veränderungen der Gasemissionen Hinweise über das Verhalten des Magmas geben könnten, z. B. Aufsteigevorgänge anzeigen und damit auch Ausbrüche ankündigen könnten. Hierzu fanden und finden Forschungen mittels systematischer Messungen statt, z. B. am Popocatépetl (Mexiko), Masaya (Nicaragua), Ätna (Italien), Gorely, Mutnovsky (beide Kamtschatka) und Nyiragongo (Kongo). Am Popocatepetl, Masaya und Ätna wurden Dauermessstationen eingerichtet.
Verbessert wurden auch die Möglichkeiten, vulkanische Emissionen mit Hilfe von Satelliten zu ermitteln. Seit dem Start des Global Ozone Monitoring Experiments (GOME) im Jahr 1995 haben sich durch die bessere spektrale Abtastung die Nachweisgrenzen deutlich verringert. Weitere Instrumente mit ähnlichen Eigenschaften (SCIAMACHY, OMI, GOME-2) sind seither hinzugekommen. Durch diese besseren Nachweisgrenzen und die größere räumliche Abdeckung bieten Satelliteninstrumente einer globalen Überwachung der Vulkanaktivität und Quantifizierung der Emissionen kann der atmosphärische Transport von Vulkanemissionen oft über längere Zeiten verfolgt werden. Vulkane in entlegenen Regionen können durch Satellitenbeobachtung zum ersten Mal vermessen werden.
Ergebnisse eines internationalen Wissenschaftsteams unter Leitung der Universität Southampton (UK) und des GEOMAR Helmholtz-Zentrums für Ozeanforschung Kiel weisen darauf hin, dass vor 56 Millionen Jahren die globalen Durchschnittstemperaturen um mindestens 5 Grad angestiegen sind. Ursache sollen starke Freisetzungen von Kohlenstoffdioxid (CO2) aus dem Mittelatlantischen Rücken sein. Der Nachweis gelang 2017 durch die chemische Untersuchung von fossilen Foraminiferen, deren Zusammensetzung vom pH-Wert des Ozeans abhängt. Der CO2-Gehalt der Atmosphäre verdoppelte sich damals über einen Zeitraum von 25.000 Jahren von 800 Parts per million (ppm) auf über 2000 ppm. Der heutige Wert liegt bei ca. 400 ppm.